# Municipio de Franklin (condado de Ross)
El municipio de Franklin (en inglés: Franklin Township) es un municipio ubicado en el condado de Ross en el estado estadounidense de Ohio. En el año 2010 tenía una población de 1705 habitantes y una densidad poblacional de 18,58 personas por km².

## Geografía
El municipio de Franklin se encuentra ubicado en las coordenadas 39°12′52″N 82°54′51″O / 39.21444, -82.91417. Según la Oficina del Censo de los Estados Unidos, el municipio tiene una superficie total de 91.78 km², de la cual 90,66 km² corresponden a tierra firme y (1,22 %) 1,12 km² es agua.

## Demografía
Según el censo de 2010, había 1705 personas residiendo en el municipio de Franklin. La densidad de población era de 18,58 hab./km². De los 1705 habitantes, el municipio de Franklin estaba compuesto por el 96,36 % blancos, el 0,88 % eran afroamericanos, el 0,35 % eran amerindios, el 0,12 % eran asiáticos, el 0,29 % eran de otras razas y el 1,99 % eran de una mezcla de razas. Del total de la población el 0,59 % eran hispanos o latinos de cualquier raza.